# Tabakzusatzstoff
Tabakzusatzstoffe werden häufig bei der Herstellung von Tabakerzeugnissen eingesetzt, um Wirkung, Haltbarkeit und Abbrennverhalten zu verändern sowie das Abhängigkeitspotenzial zu erhöhen. Tabak kann mehr als 10 % Zusatzstoffe enthalten.
In Deutschland legt die Verordnung über Tabakerzeugnisse (TabakV), in der Schweiz die Verordnung über Tabakerzeugnisse und Raucherwaren mit Tabakersatzstoffen (TabV) fest, welche Tabakzusatzstoffe für die einzelnen Darreichungsformen verwendet werden dürfen. Es gibt jedoch auch Tabakprodukte, die ohne Zusatzstoffe hergestellt werden. Eine der Forderungen, bzw. der von den unterzeichnenden Staaten eingegangenen Verpflichtungen, des WHO-Rahmenübereinkommen zur Eindämmung des Tabakgebrauchs, besteht in der Offenlegung der Inhaltsstoffe des Zigarettentabaks sowie von deren Emissionen. (Durch die Verbrennung entstehen neue – zum Teil gefährliche – Stoffe).

## Zugelassene Stoffe und ihre Wirkung
- Zucker und Ammoniak karamellisieren zusammen und erzeugen dadurch einen weichen Geschmack. Zucker wirkt gesundheitsgefährdend (kanzerogen) durch Veränderungen bei der Verbrennung.
- Menthol und Gewürznelken vermindern das Reiz- und Schmerzempfinden der Lunge, so dass der Rauch tiefer und beschwerdefreier inhaliert werden kann.
- Feuchthaltemittel:
  - Laut deutscher Tabakverordnung[2] sind nur bestimmte Verbindungen als Feuchthaltemittel zugelassen. Im Einzelnen handelt es sich um Glycerin, Propylenglycol, Triethylenglycol und 1,3-Butylenglycol.
  - Laut Schweizer Tabakverordnung sind Glycerin, Sorbit, 1,2-Propylenglycol, 1,3-Butylenglycol, Triethylenglycol, Ortho-Phosphorsäure und alpha-Glycerinphosphorsäure sowie deren Natrium-, Kalium-, Kalzium- und Magnesiumsalze zugelassen.
- Schellack als Klebemittel
- Lakritze
- Kaffee
- Guarkernmehl
- mit Säuren behandelte, dünnkochende Stärke
- Konservierungsstoffe: Sorbinsäure (E 200), Natriumsorbat (E201), Kaliumsorbat (E 202) und Calciumsorbat (E 203), Benzoesäure (E 210) und Natriumbenzoat (E 211) para-Hydroxybenzoesäureethylester (E 214), para-Hydroxybenzoesäurepropylester (E 216) und deren Natriumverbindungen (E 215 und E 217).

Ammoniumverbindungen wie Ammoniumchlorid sind in Deutschland für Kautabake zugelassen,- nicht für Tabak zum Rauchen.

## Verbotene Geruchs- und Geschmacksstoffe
Eine Reihe von Stoffen darf nicht Tabakprodukten zugesetzt werden. Neben verschiedenen Teerölen sind auch Campher, Campheröl, Cumarin, Safrol und Thujon verboten. Daneben sind auch verschiedene Pflanzen und Pflanzenteile verboten wie z. B. Bittersüßstängel und Waldmeister.

## Weitere Zusatzstoffe
Eine Vielzahl von Zusatzstoffen wird nach Angaben der Tabakhersteller zur Geschmacksverbesserung, zur Befeuchtung, zum Konservieren, für bessere Verbrennung und zum Binden der Bestandteile eingesetzt. Gefriergetrockneter mit Halogenkohlenwasserstoff gesättigter Tabak vergrößert das Volumen (puffed oder expanded tobacco, „Blähtabak“) und damit die Gesamtmenge, die sich aus dem unverarbeiteten Tabak herstellen lässt. Demselben Zweck dient die Verarbeitung sogenannter homogenized sheet tobaccos (Folientabake), die unter Verwertung anderweitig nicht nutzbarer Reste und Pflanzenbestandteile entstehen. Durch Wiederanreicherung des daraus hergestellten Rohstoffbreis mit Nikotin wird die Quantität des aus einer begrenzten Tabakmenge gewonnenen Zigarettenfüllstoffs vervielfacht.